# Adoxini
Adoxini — триба подсемейства Eumolpinae из семейства листоедов. В ископаемом состоянии известны из эоценового уазского янтаря.

## Перечень родов
- Bromius Chevrolat in Dejean, 1837
- Colaspidea Laporte, 1833
- Colaspina Weise, 1893
- Colaspinella Weise, 1893
- Colasposoma Laporte, 1833
- Eupales Lefevre, 1885
- Gruevia Gruev & Tomov 1975
- Macrocoma Chapuis, 1874
- Pachnephorus L. Redtenbacher, 1845